# Dehesas Viejas
Dehesas Viejas es una localidad y municipio español situado en la parte centro-norte de la comarca de Los Montes, en la provincia de Granada, comunidad autónoma de Andalucía. Limita con los municipios de Campotéjar, Domingo Pérez de Granada e Iznalloz. Otras localidades cercanas son Poloria, Cañatabla y Venta de Andar. Cuenta con una población de 640 habitantes (INE 2024).
El municipio izaviejero fue creado el 23 de octubre de 2014 por segregación del término municipal de Iznalloz, convirtiéndose así en el número 170 de la provincia de Granada.

## Geografía
Ubicación
| Noroeste: Campotéjar | Norte: Campotéjar y Domingo Pérez | Noreste: Domingo Pérez |
| Oeste: Campotéjar    | Puntos cardinales                 | Este: Iznalloz         |
| Suroeste: Iznalloz   | Sur: Iznalloz                     | Sureste: Iznalloz      |

## Historia
Tras el final de la Guerra de Granada Dehesas Viejas es una cortijada perteneciente a Campotéjar cuyo señorío es adquirido en 1500 por Pedro de Granada Venegas, personalidad clave de la caída final del reino nazarí de Granada.
En el Diccionario Geográfico Estadístico Histórico de España y sus Posesiones de Ultramar de Pascual Madoz de 1848 se señala que Dehesas Viejas, como parte de Campotéjar, se encuentra en la comarca de Montes de Granada y tiene la ermita de Nuestra Señora del Rosario, 85 casas y pertenece al Marqués de Campotéjar que reside en Génova. En 1920 el XVIII marqués de Campotéjar deshace sus posesiones en Andalucía y vende los pueblos de Campotéjar, Dehesas Viejas y Jayena. En esta venta media el párroco Juan Francisco Correas y supone la concentración y fragmentación de la propiedad de las tierras. En los años sucesivos el incremento en la contribución municipal, la bajada de los precios del cereal de secano y la carencia de alternativas productivas por la roturación de los montes, así como posteriormente la postguerra llevan a la venta de muchas propiedades y a la emigración.
En 1972 Dehesas Viejas se integra en el municipio de Iznalloz. En 2003 se adhiere al régimen de entidad local autónoma y en 2014 se escinde de Iznalloz y se establece como municipio independiente.

## Demografía
| Gráfica de evolución demográfica de Dehesas Viejas entre 1857 y 2021 |
| |
| Población de derecho según los censos de población del INE Población de hecho según los censos de población del INEEn 1857 aparece este municipio porque se segrega del municipio Iznalloz. Entre 1972 y 2014 este municipio desaparece porque se integra en el municipio Iznalloz |

## Comunicaciones

### Carreteras
Por este municipio granadino pasa la autovía A-44, entre Jaén y Granada, que ofrece una salida compartida para Dehesas Viejas:
- 89: Alcalá la Real, Benalúa de las Villas, Montejícar, Domingo Pérez, Dehesas Viejas.

También discurren varias carreteras provinciales y autonómicas que conectan Dehesas Viejas con Poloria, Domingo Pérez y Montejícar (GR-3100), Campotéjar (GR-4406), y Benalúa de las Villas (A-403). Durante décadas, la vía que une Dehesas Viejas con Domingo Pérez tuvo los cinco kilómetros más antiguos de todas las carreteras de España, sin haber sido jamás arreglada desde su construcción. Tras veinticinco años o más en los que no se había acometido obra alguna, en diciembre de 2008 se iniciaron los trabajos de mejoras.
| Identificador | Denominación                       | Itinerario                           |
| ------------- | ---------------------------------- | ------------------------------------ |
| A-44          | Autovía de Sierra Nevada           | Bailén - Motril                      |
| A-403         | De Alcalá la Real a A-44           | Alcalá la Real - Dehesas Viejas      |
| GR-3100       | De A-44 a L.P. Jaén por Montejícar | Venta de la Nava - Montejícar/Huelma |
| GR-4406       | De N-323a a Dehesas Viejas         | Campotéjar - Dehesas Viejas          |

Algunas distancias entre Dehesas Viejas y otras ciudades:
| Ciudades | Distancia (km) | Ciudades | Distancia (km) | Ciudades  | Distancia (km) | Ciudades  | Distancia (km) |
| -------- | -------------- | -------- | -------------- | --------- | -------------- | --------- | -------------- |
| Iznalloz | 14             | Motril   | 108            | Sevilla   | 275            | Madrid    | 378            |
| Granada  | 43             | Málaga   | 152            | Murcia    | 285            | Valencia  | 505            |
| Jaén     | 55             | Almería  | 164            | Cartagena | 301            | Zaragoza  | 677            |
| Linares  | 93             | Córdoba  | 166            | Albacete  | 304            | Barcelona | 845            |

## Administración y política

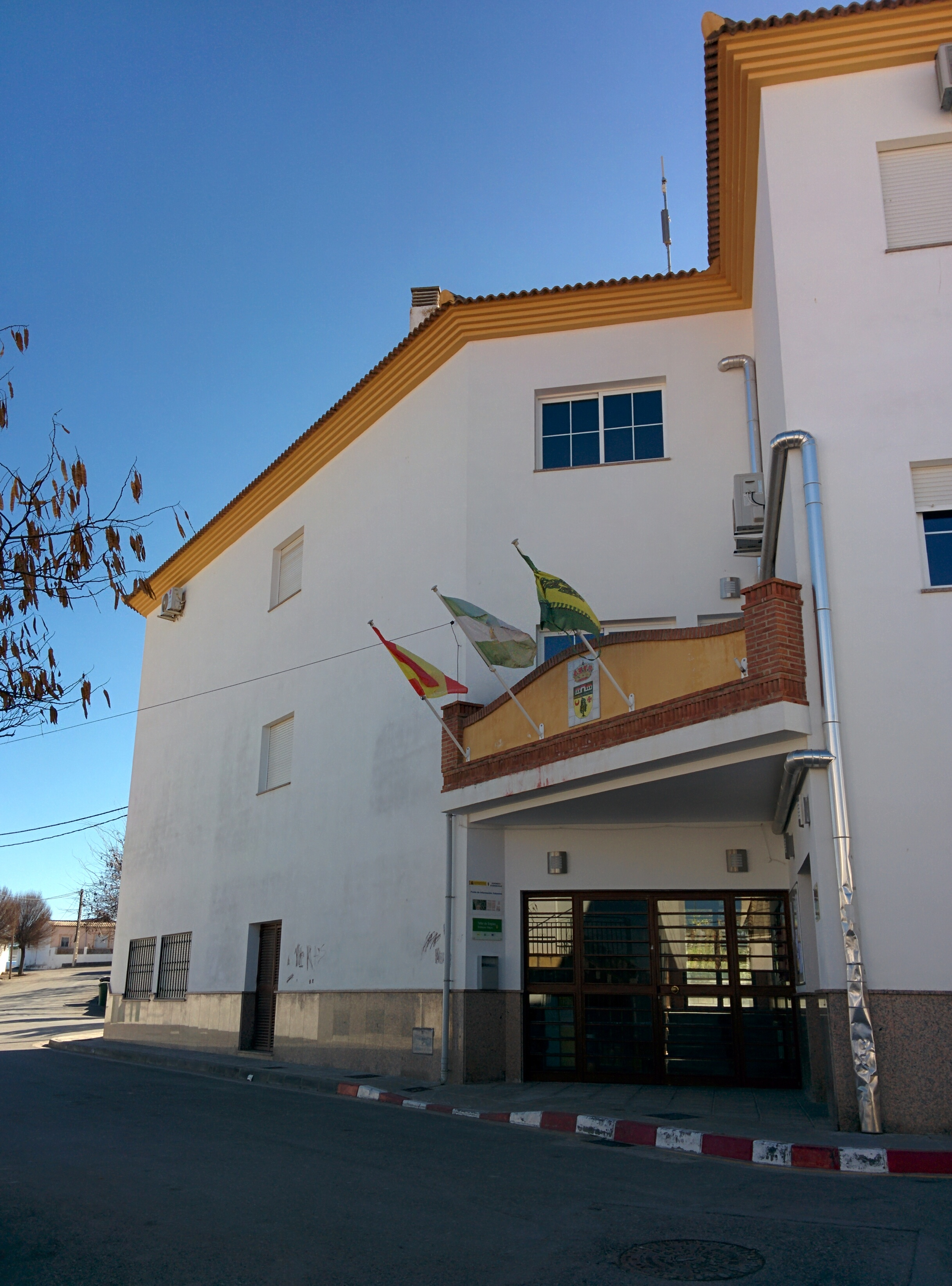
Casa consistorial

Los resultados en Dehesas Viejas de las últimas elecciones municipales, celebradas en mayo de 2019, son:
| Elecciones Municipales - Dehesas Viejas (2019) | Elecciones Municipales - Dehesas Viejas (2019) | Elecciones Municipales - Dehesas Viejas (2019) | Elecciones Municipales - Dehesas Viejas (2019) | Elecciones Municipales - Dehesas Viejas (2019) |
| Partido político                               | Partido político                               | Votos                                          | Votos                                          | Concejales                                     |
| ---------------------------------------------- | ---------------------------------------------- | ---------------------------------------------- | ---------------------------------------------- | ---------------------------------------------- |
|                                                | Izquierda Unida (IU)                           | 292                                            | 61,73 %                                        | 5                                              |
|                                                | Partido Socialista Obrero Español (PSOE)       | 81                                             | 17,12 %                                        | 1                                              |
|                                                | Vecinos por Dehesas Viejas (VxD)               | 77                                             | 16,28 %                                        | 1                                              |
|                                                | Partido Popular (PP)                           | 12                                             | 2,54 %                                         | 0                                              |

## Cultura

### Fiestas
Sus fiestas patronales se celebran cada año a principios de agosto, en honor a Nuestra Señora del Rosario.

## Izaviejeros célebres
- Cristóbal Emilio Torres Ruiz "Curro Torres" (1976), exjugador de fútbol del Valencia CF y actual entrenador del Valencia CF Mestalla.